# Aphis frangulae
Aphis frangulae är en insektsart som beskrevs av Johann Heinrich Kaltenbach 1845. Aphis frangulae ingår i släktet Aphis och familjen långrörsbladlöss. Arten är reproducerande i Sverige.

## Underarter
Arten delas in i följande underarter:
- A. f. beccabungae
- A. f. frangulae
- A. f. testacea